# Stenalcidia fraudulentaria
Stenalcidia fraudulentaria är en fjärilsart som beskrevs av Philipp Christoph Zeller 1872. Stenalcidia fraudulentaria ingår i släktet Stenalcidia och familjen mätare. Inga underarter finns listade i Catalogue of Life.